# Eran trecento... (La spigolatrice di Sapri)
Eran trecento... (La spigolatrice di Sapri) è un film del 1952 diretto da Gian Paolo Callegari.
Si ispira alle vicende della carboneria e della spedizione di Carlo Pisacane in Campania narrate nell'omonima poesia risorgimentale - appunto, La spigolatrice di Sapri - scritta da Luigi Mercantini.

## Produzione
Il film prodotto dalla Film Pandora venne girato negli studi Scalera di via Tiburtina a Roma.